# Otto Kretschmer
Otto Kretschmer (1. května 1912, Heidau – 5. srpen 1998, Straubing) byl německý ponorkový velitel ve druhé světové válce.

## Předválečná kariéra
Otto Kretschmer pochází ze slezské vsi Heidau (dnes Hajduki Nyskie v Polsku). V sedmnácti letech strávil osm měsíců v Exeteru, kde se naučil plynně anglicky. V dubnu 1930 vstoupil do Reichsmarine, kde dosáhl hodnosti seekadett poté, co absolvoval důstojnický kurz a strávil tři měsíce na palubě výcvikového škuneru Niobe. Další rok odsloužil na palubě lehkého křižníku Emden. Ve druhé polovině roku 1932 krátce sloužil na výzkumné lodi Meteor, kde absolvoval kurz navigace. V prosinci 1934 byl přeřazen na lehký křižník Köln, kde zůstal až do zařazení k ponorkovému loďstvu v roce 1936.
První lodí, na níž velel, byla v roce 1937 U 35, ponorka typu VIIA. Jmenování souviselo s občanskou válkou ve Španělsku, ponorka dostala rozkaz hlídkovat u španělského pobřeží. Z plavby se U 35 vrátila do Německa, aniž by potopila nějakou loď. V září 1937 převzal Kretschmer velení U 23, ponorky typu typu IIB.

## Druhá světová válka
V době invaze do Polska byl Kretschmer, který stále velel ponorce U 23, poslán do akce spolu s celou ponorkovou flotilou. Plavba směřovala přes Severní moře k pobřeží Británie. První úspěch zaznamenal v Moray Firth, kde 12. února 1940 torpédoval a potopil dánský tanker Danmark o výtlaku 10 517 tun. Britská admiralita nepředpokládala v oblasti výskyt ponorek a domnívala se, že tanker najel na minu. Při téže plavbě Kretschmer 18. února potopil nedaleko Pentland Firth torpédoborec HMS Daring o výtlaku 1 300 tun, který doprovázel konvoj HN-12 z Norska. Ponorky se téměř vždy vyhýbaly střetnutí s torpédoborci, potopení Daringu bylo odvážným kouskem Kretschmera a posádky U 23.
Po osmi plavbách byl Kretschmer v dubnu 1940 převelen na právě dokončenou ponorku U 99. Do akce vyplul v červnu 1940, po dvouměsíčním tréninku v německých vodách. Během prvních čtyř plaveb napadal konvoje v noci, pluje na hladině, potápěje obchodní lodě jedním, velmi přesně odpáleným torpédem. Od těch dob je Kretschmer spojován s výrokem „jedno torpédo... jedna loď“. Admirál George Creasy považoval postup za nebezpečný a domníval se, že se stal omylem. Ačkoli se mnozí velitelé snažili Kretschmerovu taktiku napodobit, zdaleka nedosáhli takových úspěchů.
Poválečná práce pro demokratické Německo a NATO:
prosince 1955 se Kretschmer připojil k námořnictvu Západního Německa , v té době pojmenovanému Bundesmarine (Federální námořnictvo), v hodnosti Fregattenkapitän (velitel). Zúčastnil se druhého důstojnického výcvikového kurzu konaného v bývalém NS -Ordensburg Sonthofen .  Tam se stal vedoucím inspekční skupiny v přejímací organizaci.  Dne 16. června 1956 byl pověřen vytvořením 1. Geleitgeschwader (1. eskortní letka), které velel od 3. ledna do 15. října 1957. Poté absolvoval výcvikový kurz (16. října 1957 – 28. února 1958) ve Spojených státech amerických pro obojživelníky . 
Od 1. března do 31. října 1958 sloužil Kretschmer jako Admiralstabsoffizier (Asto – důstojník štábu admirality) u Velitelství flotily . 1. listopadu 1958 byl převelen do funkce velitele Bundesmarine 's Amphibische Streitkräfte („ obojživelných sil“), kterou zastával do 15. ledna 1962. Během tohoto velení byl 12. prosince 19628 povýšen na zur See (kapitán na moři/  . Kretschmer byl jmenován vedoucím oddělení pro výcvik námořních úkolových uskupení a námořní taktiku u Führungsstab der Marine (Štáb námořnictva) u federálního ministerstva obrany .  28. srpna 1963 byl převelen na NATO Defense College v Paříži.  Kretschmer sloužil v této funkci až do 18. června 1964, kdy byl jmenován náčelníkem štábu Befehlshaber der Seestreitkräfte der Nordsee (německý národní velitel námořních sil v Severním moři). Dne 1. června 1965 byl povýšen do hodnosti Flottillenadmiral (flotilový admirál/kontradmirál), kterou zpočátku zastával ve zkušební době. Toho dne byl jmenován náčelníkem štábu velitelství NATO COMNAVBALTAP v Kielu , velení převzal 15. června. O šest měsíců později, 15. prosince, se oficiálně stal Flottillenadmiral. Jeho velení skončilo 31. března 1969. Následující den byl Kretschmer převelen na Amt für Militärkunde (Katedra vojenských studií), do výslužby odešel 30. září 1970. 

### Vyznamenání
Přestože Kretschmer odsloužil jen jeden a půl roku ze šesti let, po které trvala druhá světová válka, co do celkové tonáže potopených lodí nebyl nikým překonán.
Byl vyznamenán Železným křížem 2. (17. října 1939) a 1. (17. prosince 1939) třídy, sponou ponorkáře s diamanty (U-Boots-Kriegsabzeichen, 9. listopadu 1939), Rytířským křížem Železného kříže (4. srpna 1940), Rytířským křížem Železného kříže s dubovou ratolestí (4. listopadu 1940) a Rytířským křížem Železného kříže s dubovou ratolestí a meči (26. prosince 1940). Pětkrát jej zmínil Wehrmachtbericht (3. srpna 1940, 19. října, 4. prosince, 17. prosince a 25. dubna 1941).